# Rio Dezna
O Rio Dezna é um rio da Romênia, afluente do Sebiş, localizado no distrito de Arad.